# Rząd Jadranki Kosor
Rząd Jadranki Kosor – jedenasty rząd Republiki Chorwacji od rozpoczęcia w 1990 procesu demokratyzacji.
Gabinet powstał 6 lipca 2009 w trakcie VI kadencji Zgromadzenia Chorwackiego. Został utworzony po dymisji poprzedniego premiera Iva Sanadera. Weszły do niego partie współrządzące w ramach dotychczasowej koalicji powołanej po wyborach w 2007: Chorwacka Wspólnota Demokratyczna (HDZ), Chorwacka Partia Chłopska (HSS), Niezależna Demokratyczna Partia Serbska (SDSS) i Chorwacka Partia Socjalliberalna (HSLS). Ostatnia z nich wystąpiła z koalicji rok później. Rząd urzędował do 23 grudnia 2011.

## Skład rządu
| Funkcja                                                                  | Minister                  | Partia | Okres urzędowania | Okres urzędowania    |
| Funkcja                                                                  | Minister                  | Partia | od                | do                   |
| ------------------------------------------------------------------------ | ------------------------- | ------ | ----------------- | -------------------- |
| premier                                                                  | Jadranka Kosor            | HDZ    | 6 lipca 2009      | 23 grudnia 2011      |
| wicepremier                                                              | Đurđa Adlešič             | HSLS   | 6 lipca 2009      | 12 października 2010 |
| wicepremier                                                              | Slobodan Uzelac           | SDSS   | 6 lipca 2009      | 23 grudnia 2011      |
| wicepremier                                                              | Domagoj Ivan Milošević    | bezp.  | 29 grudnia 2010   | 23 grudnia 2011      |
| wicepremier, minister rozwoju regionalnego, leśnictwa i zarządzania wodą | Božidar Pankretić         | HSS    | 6 lipca 2009      | 23 grudnia 2011      |
| wicepremier, minister zdrowia i opieki socjalnej                         | Darko Milinović           | HDZ    | 6 lipca 2009      | 23 grudnia 2011      |
| wicepremier, minister rolnictwa, rybołówstwa i rozwoju wsi               | Petar Čobanković          | HDZ    | 6 lipca 2009      | 23 grudnia 2011      |
| wicepremier, minister spraw zagranicznych i integracji europejskiej      | Gordan Jandroković        | HDZ    | 6 lipca 2009      | 23 grudnia 2011      |
| wicepremier, minister finansów                                           | Ivan Šuker                | HDZ    | 6 lipca 2009      | 29 grudnia 2010      |
| wicepremier, minister gospodarki, pracy i przedsiębiorczości             | Damir Polančec            | HDZ    | 6 lipca 2009      | 30 października 2009 |
| minister finansów                                                        | Martina Dalić             | HDZ    | 29 grudnia 2010   | 23 grudnia 2011      |
| minister turystyki                                                       | Damir Bajs                | HSS    | 6 lipca 2009      | 23 grudnia 2011      |
| minister kultury                                                         | Božo Biškupić             | HDZ    | 6 lipca 2009      | 29 grudnia 2010      |
| minister kultury                                                         | Jasen Mesić               | HDZ    | 29 grudnia 2010   | 23 grudnia 2011      |
| minister rodziny, spraw weteranów i solidarności pokoleń                 | Tomislav Ivić             | HDZ    | 6 lipca 2009      | 23 grudnia 2011      |
| minister morza, transportu i infrastruktury                              | Božidar Kalmeta           | HDZ    | 6 lipca 2009      | 23 grudnia 2011      |
| minister bez teki                                                        | Bianca Matković           | HDZ    | 6 lipca 2009      | 24 marca 2010        |
| minister administracji publicznej                                        | Davorin Mlakar            | HDZ    | 6 lipca 2009      | 23 grudnia 2011      |
| minister obrony                                                          | Branko Vukelić            | HDZ    | 6 lipca 2009      | 29 grudnia 2010      |
| minister obrony                                                          | Davor Božinović           | bezp.  | 29 grudnia 2010   | 23 grudnia 2011      |
| minister sprawiedliwości                                                 | Ivan Šimonović            | bezp.  | 6 lipca 2009      | 7 lipca 2010         |
| minister sprawiedliwości                                                 | Dražen Bošnjaković        | HDZ    | 7 lipca 2010      | 23 grudnia 2011      |
| minister ochrony środowiska                                              | Marina Matulović Dropulić | HDZ    | 6 lipca 2009      | 29 grudnia 2010      |
| minister ochrony środowiska                                              | Branko Bačić              | HDZ    | 29 grudnia 2010   | 23 grudnia 2011      |
| minister nauki, edukacji i sportu                                        | Radovan Fuchs             | HDZ    | 6 lipca 2009      | 23 grudnia 2011      |
| minister spraw wewnętrznych                                              | Tomislav Karamarko        | bezp.  | 6 lipca 2009      | 23 grudnia 2011      |
| minister gospodarki, pracy i przedsiębiorczości                          | Đuro Popijač              | HDZ    | 19 listopada 2009 | 23 grudnia 2011      |